# PLAGL1
PLAGL1 (англ. PLAG1 like zinc finger 1) – білок, який кодується однойменним геном, розташованим у людей на короткому плечі 6-ї хромосоми. Довжина поліпептидного ланцюга білка становить 463 амінокислот, а молекулярна маса — 50 819.
| 10         |  | 20         |  | 30         |  | 40         |  | 50         |
| ---------- |  | ---------- |  | ---------- |  | ---------- |  | ---------- |
| MATFPCQLCG |  | KTFLTLEKFT |  | IHNYSHSRER |  | PYKCVQPDCG |  | KAFVSRYKLM |
| RHMATHSPQK |  | SHQCAHCEKT |  | FNRKDHLKNH |  | LQTHDPNKMA |  | FGCEECGKKY |
| NTMLGYKRHL |  | ALHAASSGDL |  | TCGVCALELG |  | STEVLLDHLK |  | AHAEEKPPSG |
| TKEKKHQCDH |  | CERCFYTRKD |  | VRRHLVVHTG |  | CKDFLCQFCA |  | QRFGRKDHLT |
| RHTKKTHSQE |  | LMKESLQTGD |  | LLSTFHTISP |  | SFQLKAAALP |  | PFPLGASAQN |
| GLASSLPAEV |  | HSLTLSPPEQ |  | AAQPMQPLPE |  | SLASLHPSVS |  | PGSPPPPLPN |
| HKYNTTSTSY |  | SPLASLPLKA |  | DTKGFCNISL |  | FEDLPLQEPQ |  | SPQKLNPGFD |
| LAKGNAGKVN |  | LPKELPADAV |  | NLTIPASLDL |  | SPLLGFWQLP |  | PPATQNTFGN |
| STLALGPGES |  | LPHRLSCLGQ |  | QQQEPPLAMG |  | TVSLGQLPLP |  | PIPHVFSAGT |
| GSAILPHFHH |  | AFR        |  |            |  |            |  |            |

A: Аланін

C: Цистеїн

D: Аспарагінова кислота

E: Глутамінова кислота

F: Фенілаланін

G: Гліцин

H: Гістидин

I: Ізолейцин

K: Лізин

L: Лейцин

M: Метіонін

N: Аспарагін

P: Пролін

Q: Глутамін

R: Аргінін

S: Серин

T: Треонін

V: Валін

W: Триптофан

Кодований геном білок за функцією належить до активаторів. 
Задіяний у таких біологічних процесах, як транскрипція, регуляція транскрипції, альтернативний сплайсинг. 
Білок має сайт для зв'язування з іонами металів, іоном цинку, ДНК. 
Локалізований у ядрі.